# ZF 프리드리히스하펜 AG
ZF Group(독일어: ZF Friedrichshafen AG, 영어: ZF Group)는 독일의 글로벌 5대 자동차 부품 제조 업체 중 하나이다.
본사는 독일 바덴뷔르템베르크주 프리드리히스하펜에 있으며, 헝가리 등 31개국 162개국에 현지공장을 두고 있다.
전 세계에서 활발하게 활동하는 제조 및 기술 그룹으로 승용차, 상업용 차량 및 산업 기술의 모빌리티를 위한 고도로 발전된 제품과 시스템을 공급하며 포괄적인 제품 프로그램을 갖춘 ZF는 운송 및 모빌리리티 분야에서 특히 자동차 제조업체와 모빌리티 공급업체뿐만 아니라 신생 업체에도 종합적인 솔루션을 제공한다.
ZF는 다양한 카테고리의 차량을 전기화하며 제품을 통해 배출량을 저감하고 기후를 보호하고 모빌리티를 안전하게 만드는 데 기여하고 있다.
ZF는 승용차 및 상업용 차량과 같은 자동차 부문 외에도 건설 기계, 농업용 기계, 풍력 발전, 해운, 철도 기술 및 테스트 시스템과 같은 시장 부문에 서비스를 제공한다.
2023년 기준 세계 자동차 부품 회사 2, 3위의 글로벌 회사로서 16만8천명의 직원, 466억유로 매출을 기록하였다

## 개요
- 자동차 새시, 전동화, 자율주행 전자 부품, 안전부품, 상용차, 산업기술 및 에프터서비스 사업을 영위하고 있다.
- 독일 및 글로벌 굴지의 변속기 글로벌 메이커로, 독일 및 글로벌에서는 BMW, 포르쉐, 벤츠, 폭스바겐과 많이 협력하고 있다. 대한민국에는 대우자동차(현 한국지엠)의 누비라와 레간자 등에 기계식 4단 자동변속기를 공급한 바 있으며, 이후 해당 자동변속기 유닛을 대우자동차에서 라이선스 생산했다. 승용차용 자동변속기는 대한민국 업체에 납품하는 비중이 감소하고 있지만, 상용차용 변속기는 아직도 ZF를 많이 이용하고 있다.
- 변속기 외에는 새시, 액슬, 서스펜션 댐퍼, 스티어링, 에어백, 전동화부품, 전자부품 등을 생산한다.
- 문성민이 독일에 진출했을 때 뛰었던 팀인 프리드리히스하펜 팀 유니폼에 ZF의 마크가 찍혔다.
- 오펠, 자동차 125년 기념 ZF의 가장 오래된 고객 중 하나인 오펠은 모든 고객을 위한 혁신으로 가득 찬 125년의 자동차 엔지니어링을 기념합니다. 이 브랜드는 기술적 성과를 생명력 있게 만드는 전통을 상징합니다.
- 90년 전동기 전송  클러치, 가속 페달, 레버 힘을 수동으로 조정해야 한다고 상상해 보세요. 오늘날, 이것은 거의 생각할 수 없는 것처럼 보이는데, 주로 모든 동기 전송 때문입니다. 90년 전 ZF에서 개발했습니다.
- ZF는 특별 캠페인으로 마세라티의 110번째 생일을 축하
- 블록버스터 차량  1960년대 후반, 디트로이트 포드는 젊은이들을 위한 차를 만들기 시작했습니다. 그 결과 가장 인기 있는 자동차 중 하나인 포드 카프리는 ZF의 5단 변속기를 장착했습니다.
- 푸조 504 - 게임 체인저  자동차 애호가들이 보기에 푸조 504는 기술적인 걸작입니다. 푸조와 ZF의 경우, 이 모델은 하루를 절약하고 도전에 대한 길고 성공적인 파트너십의 기반을 마련한 모델입니다....
- ZF는 포르쉐 75년  첫 생산 포르쉐 356으로 페리 포르쉐는 포르쉐의 스포츠카 문화의 토대를 마련했습니다.
- 벤츠 파고다:  메르세데스 파고다는 로드스터들 사이에서 클래식하며 그 어느 때보다 인기가 많습니다. 독일 공학의 걸작은 이제 60년이 되었습니다.
- 르망 24시간: 100년의 경주...  100년 전, 자동차 역사의 새로운 시대가 르망 최초의 24시간 경주로 시작되었습니다. ZF는 1933년부터 결정적인 역할을 했습니다.
- 포르쉐 911 카레라 RS 50년  포르쉐 rs 505는 ZF 자체 잠금 차동 장치와 조향 시스템을 장착한 당대 독일 볼륨 생산 자동차 중 가장 빠른 것이 컬렉터의 아이템이 되었습니다.
- 마트라 MS 640 - 시크릿 아이콘  마트라 MS 640: 이 스포츠카는 프랑스 국경 밖에서는 상대적으로 잘 알려지지 않았으며 ZF의 5DS25 변속기를 장착하고 있으며, 현재 ZF 전통에 의해 다시 만들어지고 있습니다.